# 宫崎县旗
宫崎县旗（日语：／ Miyazaki ken ki）是日本的47面都道府县旗之一。

## 概要
作为1963年宫崎县重建80年纪念活动的一部分，县厅内县旗制定委员会于1964年发起了县旗征集活动。1964年12月22日，宫尾丈之的世纪方案入选并最终确立为县旗。绿色的底色象征着宫崎县 的土地，而阶梯状下降的阳光图案这是片假名“ミ”的图案化。
另外，1912年指定的古宫崎县章与县旗不同于此，当初设计的县旗县章，已不具有正式的地位。

宮崎県徽章（1912年制定）

## 脚注
1. ↑  . 宮崎県庁. （原始内容存档于2015-01-01） （日语）.